# Óxido de molibdeno(VI)
El óxido de molibdeno(VI) o trióxido de molibdeno (MoO3) es un sólido blanco utilizado para la refinación y elaboración del «acero al molibdeno».
Fue sintetizado por primera vez en 1802 por Sheele, 24 años después de que el molibdeno fuera descubierto.

## Uso
Sus usos se basan en endurecedor de metales, así como en la industria de la aeronáutica, al combinarse con metales fundidos (excepto el aluminio) y proporcionar aleaciones supersónicas.
- El óxido de molibdeno(VI) es la principal fuente del metal. Se reduce con hidrógeno a MoO2 a 635 °C de temperatura:

MoO3 + H2 → MoO2 + H2O
- Después se utiliza el proceso aluminotérmico de la termita, ya que el carbono tiende a hacer MoC:

3 MoO2 + 4 Al → 2 Al2O3 + 3 Mo
Los óxidos mixtos que contienen molibdeno pueden usarse como catalizadores para la hidrólisis, la oxidación selectiva y las reacciones de desulfuración. El MoO3 modificado con metal es adecuado para sensores, materiales de electrodos, semiconductores y dispositivos ópticos.
En la rama de la cristalografía se utiliza comúnmente en la preparación de fosfuros y fosfatos distorsionados. Hasta ahora no se ha podido sintetizar el MoP4.
El disulfuro de molibdeno (MoS2), es la molibdenita (en estado natural), este compuesto se utiliza en las grasas de lubricación como un antiaferrante o conocido también como antifriccionante que se deposita en los metales sometidos a alta fricción, evitando que se suelden por la misma fricción y el calor que se genera por el roce continuo entre los metales.
También es llamado MOLY, y es lo mejor que existe como aditivo de aceites y grasas industriales para mejorar las propiedades de lubricación y antidesgaste, además de otros compuestos como el dialquilditiofosfato de zinc (ZDDP por sus siglas en inglés), que actúan como lubricantes secos, formando una película entre los metales en movimiento con carga baja, media y extrema.
Estos aditivos no siempre los contienen los aceites y grasas que consumimos comúnmente, normalmente contienen aditivos como: antiespumantes, inhibidores de corrosión, emulsionantes y compuestos para extrema presión entre otros. Por esta razón se agregan aditivos a base de disulfuro de molibdeno o dialquilditiofosfato de zinc y antioxidantes como el sulfonato de calcio, para mejorar las características de rendimiento o vida útil de cualquier rodamiento.